# Shahrestān di Dehgolan
Lo shahrestān di Dehgolan (farsi شهرستان دهگلان) è uno dei 10 shahrestān della Provincia del Kurdistan, il capoluogo è Dehgolan, una città di 20.226 abitanti (censimento del 2006).
Il territorio era precedentemente parte dello shahrestān di Qorveh.